# Полищук, Максим Иванович
Полищук Максим Олегович (род. 15 июня 1984 года в Житомире) — украинский велогонщик, заслуженный мастер спорта Украины по велоспорту, мастер спорта международного класса. Чемпион Европы, призёр чемпионата мира на треке, участник летних Олимпийских игр в Пекине (2008).

## Биография
Максим Полищук родился 15 июня 1984 года в городе Житомире. Велоспортом начал заниматься с 6-го класса в ДЮСШ города Первомайск (Николаевская область). Первый тренер — Виктор Тофан. С 1998 года учился на отделении велоспорта Донецкого училища олимпийского резерва (УОР) у тренера Николая Мырзы. Окончил Донецкий государственный институт здоровья, физического воспитания и спорта.
Выступал за команду «ИСД-Спорт-Донецк». В сезоне 2005 года в течение шести месяцев проездил в шоссейной команде из Италии, затем вернулся на Украину, в трековую команду. На Кубке мира в Москве вышел в финал, где уступил представителю России одну секунду.
В 2008 году в составе национальной сборной Украины принимал участие в XXIX летних Олимпийских играх в Пекине в командной гонке преследования. Команда Украины не прошла квалификацию, заняв предпоследнее место.
Чемпион Европы в командной гонке на треке (Испания, 2004). Серебряный призёр чемпионата Европы (Италия, 2005). Бронзовый призёр чемпионата мира на треке среди мужчин в командной гонке преследования на 4 км (Франция, 2006). Серебряная медаль чемпионата мира на треке в командной гонке (Испания, 2007). Чемпион Украины в командной гонке на треке (2009). Бронзовая медаль на этапе Кубка мира на треке в командной гонке (Великобритания, 2009).